# امام‌زاده روشن‌آباد
امام‌زاده روشن‌آباد روستایی در دهستان سدن رستاق شرقی بخش مرکزی شهرستان کردکوی استان گلستان ایران است.

## جمعیت
بر پایه سرشماری عمومی نفوس و مسکن در سال ۱۳۹۵این روستا بدون جمعیت بوده‌است.